# Nattajärvi
Nattajärvi är en sjö i Gällivare kommun i Lappland och ingår i Råneälvens huvudavrinningsområde. Sjön är 3,5 meter djup, har en yta på 0,188 kvadratkilometer och befinner sig 340 meter över havet.

## Delavrinningsområde
Nattajärvi ingår i det delavrinningsområde (741799-173287) som SMHI kallar för Ovan Ruokojoki. Medelhöjden är 356 meter över havet och ytan är 18,02 kvadratkilometer. Räknas de 6 avrinningsområdena uppströms in blir den ackumulerade arean 77,67 kvadratkilometer. Nattajoki som avvattnar avrinningsområdet har biflödesordning 3, vilket innebär att vattnet flödar genom totalt 3 vattendrag innan det når havet efter 166 kilometer. Avrinningsområdet består mestadels av skog (56 procent) och sankmarker (37 procent). Avrinningsområdet har 0,33 kvadratkilometer vattenytor vilket ger det en sjöprocent på 1,8 procent.